# Vila Nova do Ceira
Pour les articles homonymes, voir Vila Nova.
Vila Nova do Ceira est une paroisse civile portugaise (en portugais : freguesia) de la municipalité de Góis dans le district et la région de Coimbra.

## Géographie
Vila Nova do Ceira est située au nord-ouest de Góis, en direction de Vila Nova de Poiares, à la confluence de la rivière Ceira (pt) (en provenance de l'est) et de son affluent le Sótão (en provenance du sud).
Son territoire est délimité par Arganil au nord, la paroisse de Góis à l'est et Lousã à l'ouest.

## Histoire
La paroisse est d'abord nommée São Pedro da Várzea, puis Várzea de Góis avant d'adopter le nom de Vila Nova do Ceira en 1927.

## Démographie
Lors du recensement de 2021, Vila Nova do Ceira compte 931 habitants.